# Rigidipenna inexpectata
El podargo de las Salomón (Rigidipenna inexpectata) es una especie de ave caprimugiforme de la familia Podargidae endémica del archipiélago de las islas Salomón. 

## Taxonomía
Fue descrito científicamente en 1901, pero no se reconoció como especie generalizadamente hasta 2007. Inicialmente se consideró una subespecie del podargo ocelado (Podargus ocellatus) de Australia. En 1998 una expedición del Museo de Historia Natural de Florida en la isla de Santa Isabel consiguió recolectar un nuevo espécimen, de cuyo examen Nigel Cleere, Andrew Kratter, David Steadman y sus colaboradores se dieron cuenta de que era muy distinto por lo que lo trasladaron a género de nueva creación, Rigidipenna, del que es el único miembro.

## Distribución
Se encuentra únicamente en las islas de Isabel, Bougainville y Guadalcanal del archipiélago de las islas Salomón.

## Descripción
El podargo de Salomón se diferencia en varios aspectos del resto de los podargos, por ejemplo tiene solo ocho plumas en la cola en lugar de las usuales diez o doce, y además sus plumas son más ásperas. Tiene las plumas primarias y las de la cola listadas y motas más grandes y puntos blancos más pronunciados.